# ギョーム・ロシェロン
ギョーム・ロシェロン（Guillaume Rocheron, 1981年 - ）は、フランスの視覚効果スーパーバイザーである。2000年にパリのBUFカンパニーでキャリアが始まり、その5年後からはムービング・ピクチャー・カンパニーで働く。『ライフ・オブ・パイ/トラと漂流した227日』（2012年）と『1917 命をかけた伝令』（2019年）によりアカデミー賞視覚効果賞を受賞する。

## 主なフィルモグラフィ
- パニック・ルーム Panic Room (2002)
- マトリックス リローデッド The Matrix Reloaded (2003)
- バットマン ビギンズ Batman Begins (2005)
- ハリー・ポッターと炎のゴブレット Harry Potter and the Goblet of Fire (2005)
- X-MEN:ファイナル ディシジョン X-Men: The Last Stand (2006)
- 紀元前1万年 10,000 BC (2008)
- ナルニア国物語/第2章: カスピアン王子の角笛 The Chronicles of Narnia: Prince Caspian (2008)
- G.I.ジョー G.I. Joe: The Rise of Cobra (2009)
- ハリー・ポッターと謎のプリンス Harry Potter and the Half-Blood Prince (2009)
- ナイト ミュージアム2 Night at the Museum: Battle of the Smithsonian (2009)
- パーシー・ジャクソンとオリンポスの神々 Percy Jackson & the Olympians: The Lightning Thief (2010)
- ワイルド・スピード MEGA MAX Fast Five (2011)
- エンジェル ウォーズ Sucker Punch (2011)
- ライフ・オブ・パイ/トラと漂流した227日 Life of Pi (2012)
- マン・オブ・スティール Man of Steel (2013)
- LIFE! The Secret Life of Walter Mitty (2013)
- GODZILLA ゴジラ Godzilla (2014)
- イントゥ・ザ・ストーム Into the Storm (2014)
- バットマン vs スーパーマン ジャスティスの誕生 Batman v Superman: Dawn of Justice (2016)
- ゴースト・イン・ザ・シェル Ghost in the Shell (2017)
- ゴジラ キング・オブ・モンスターズ Godzilla: King of the Monsters (2019)
- アド・アストラ Ad Astra (2019)
- 1917 命をかけた伝令 1917 (2019)

## 受賞とノミネート
| 賞               | 年   | 部門           | 作品名                                 | 結果 |
| ---------------- | ---- | -------------- | -------------------------------------- | ---- |
| アカデミー賞     | 2012 | 視覚効果賞     | ライフ・オブ・パイ/トラと漂流した227日 | 受賞 |
| アカデミー賞     | 2019 | 視覚効果賞     | 1917 命をかけた伝令                    | 受賞 |
| 英国アカデミー賞 | 2012 | 特殊視覚効果賞 | ライフ・オブ・パイ/トラと漂流した227日 | 受賞 |
| 英国アカデミー賞 | 2019 | 特殊視覚効果賞 | 1917 命をかけた伝令                    | 受賞 |